# Чагів
Ча́гів — село в Україні, в Оратівській селищній громаді Вінницького району Вінницької області. Розташоване на обох берегах річки Жидь (притока Роськи) за 17 км на захід від смт Оратів та за 8 км від станції Оратів. Через село проходить автошлях Р17. Населення становить 771 особа (станом на 1 січня 2018 р.).

## Історія
Станом на 1885 рік у колишньому власницькому селі Росошанської волості Липовецького повіту Київської губернії мешкало 965 осіба, налічувалось 134 дворових господарства, існували православна церква, постоялий будинок, кузня, водяний млин і крупорушка.
За переписом 1897 року кількість мешканців зросла до 1282 осіб (632 чоловічої статі та 650 — жіночої), з яких 1246 — православної віри.
12 червня 2020 року, відповідно розпорядження Кабінету Міністрів України № 707-р «Про визначення адміністративних центрів та затвердження територій територіальних громад Вінницької області», село увійшло до складу Оратівської селищної громади.
19 липня 2020 року, в результаті адміністративно-територіальної реформи та ліквідації Оратівського району, село увійшло до складу Вінницького району.

## Населення

### Мова
Розподіл населення за рідною мовою за даними перепису 2001 року:
| Мова       | Кількість | Відсоток |
| ---------- | --------- | -------- |
| українська | 829       | 99.16%   |
| російська  | 6         | 0.72%    |
| румунська  | 1         | 0.12%    |
| Усього     | 836       | 100%     |

## Відомі люди
- Григорій Андрійович Заїка (1909–1960) — Герой Радянського Союзу.
- Сергій Юрченко — український співак, композитор, актор дубляжу.

## Галерея

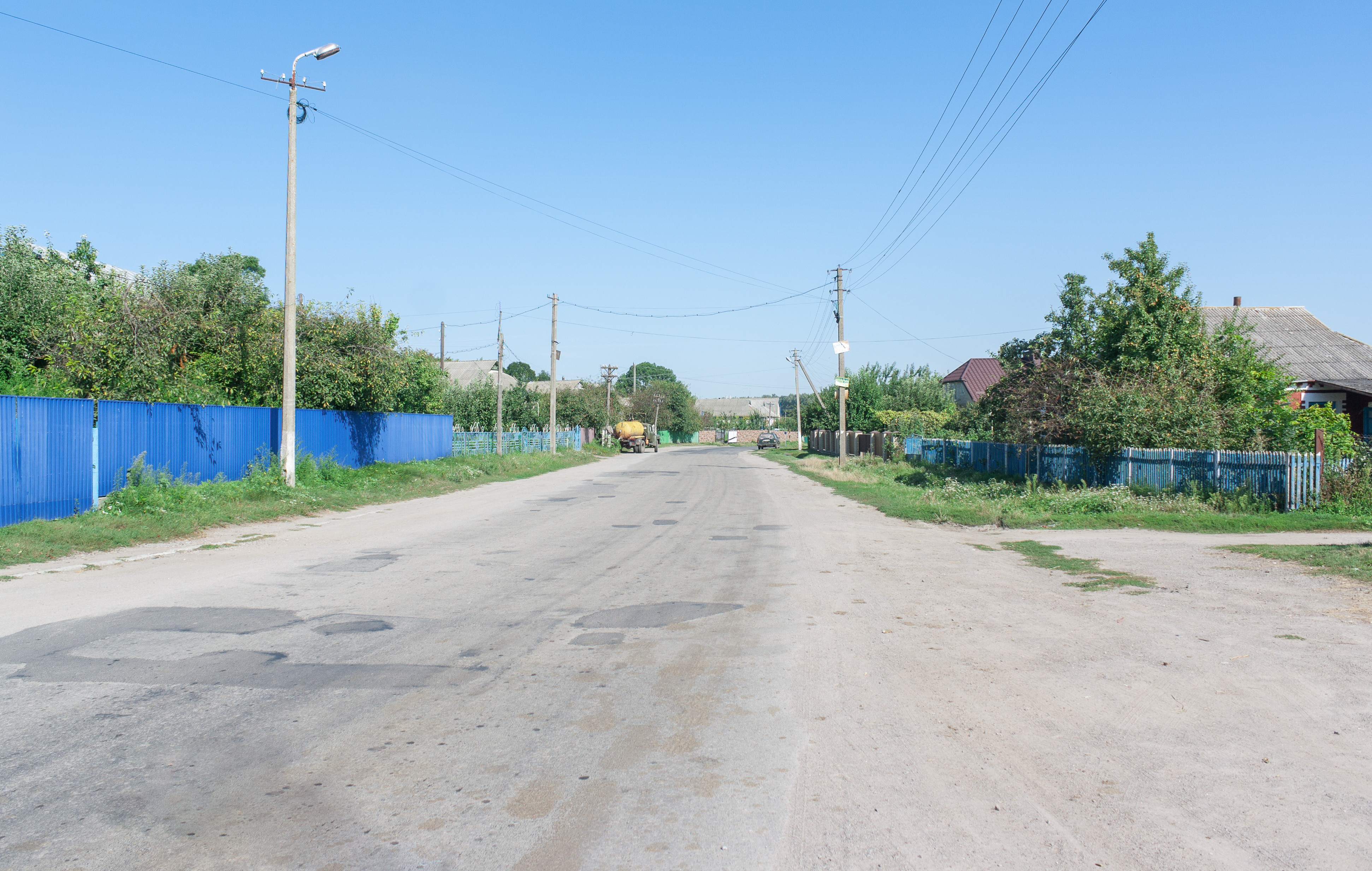
Вулиця Заїки
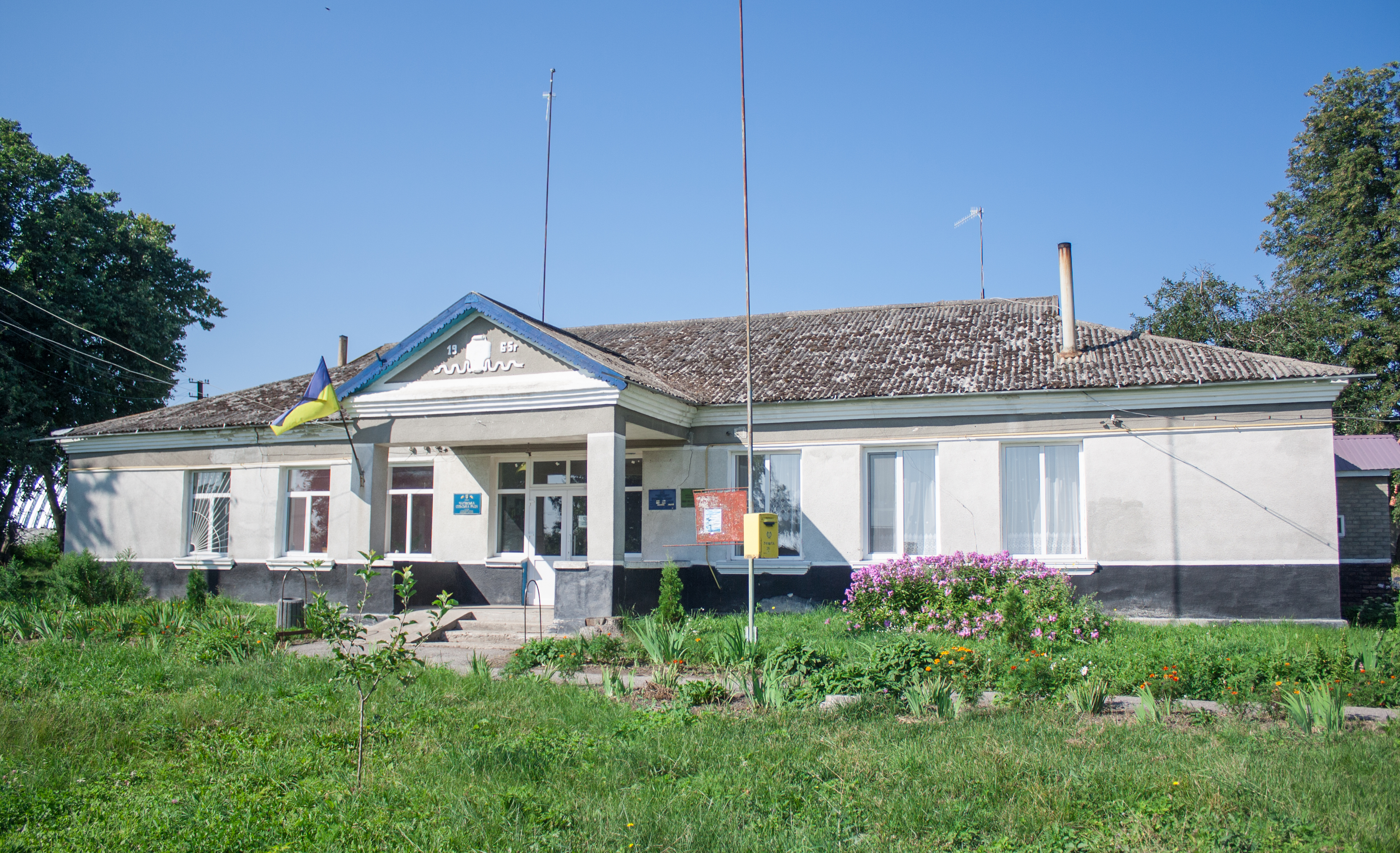
Сільська рада
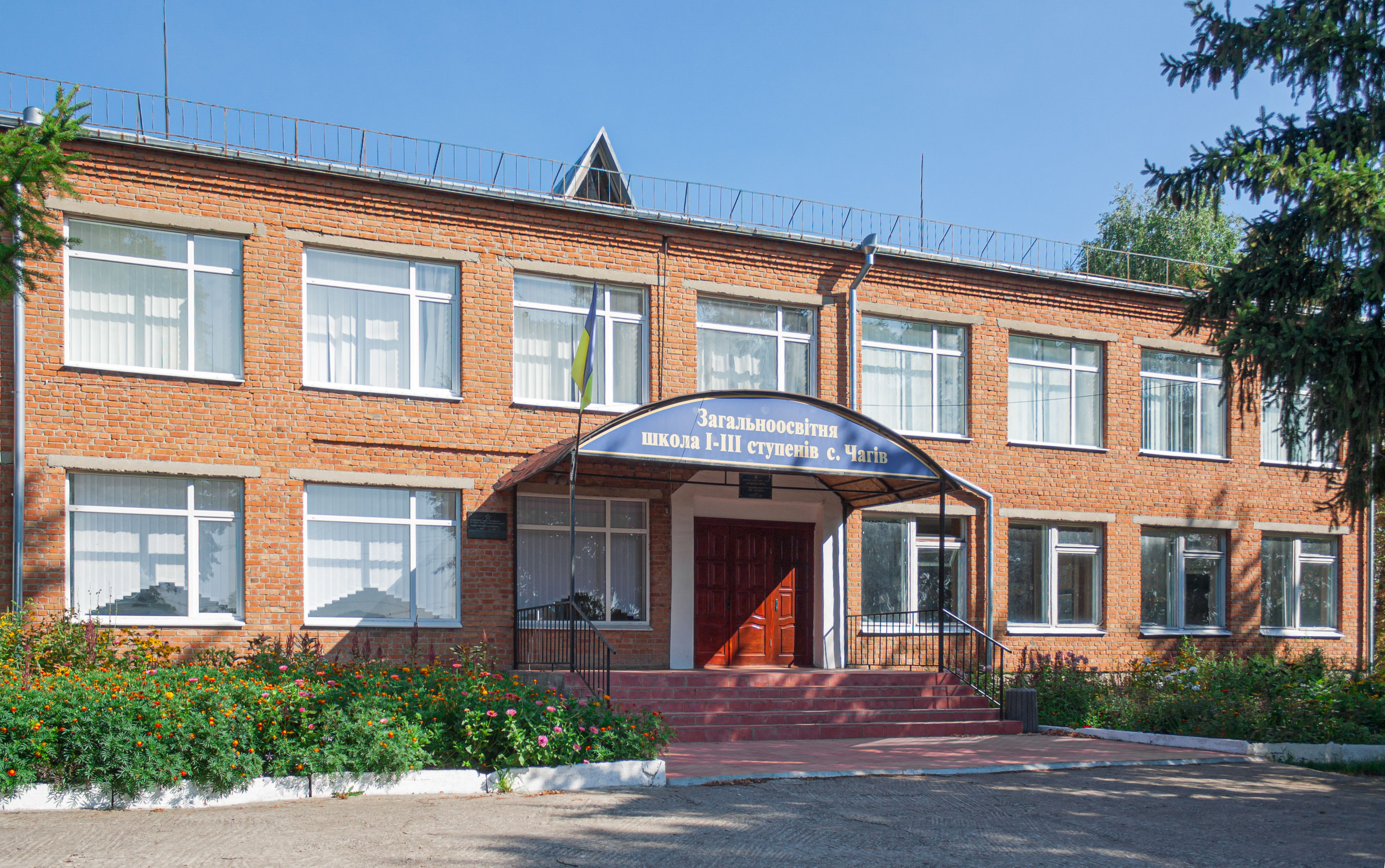
Школа
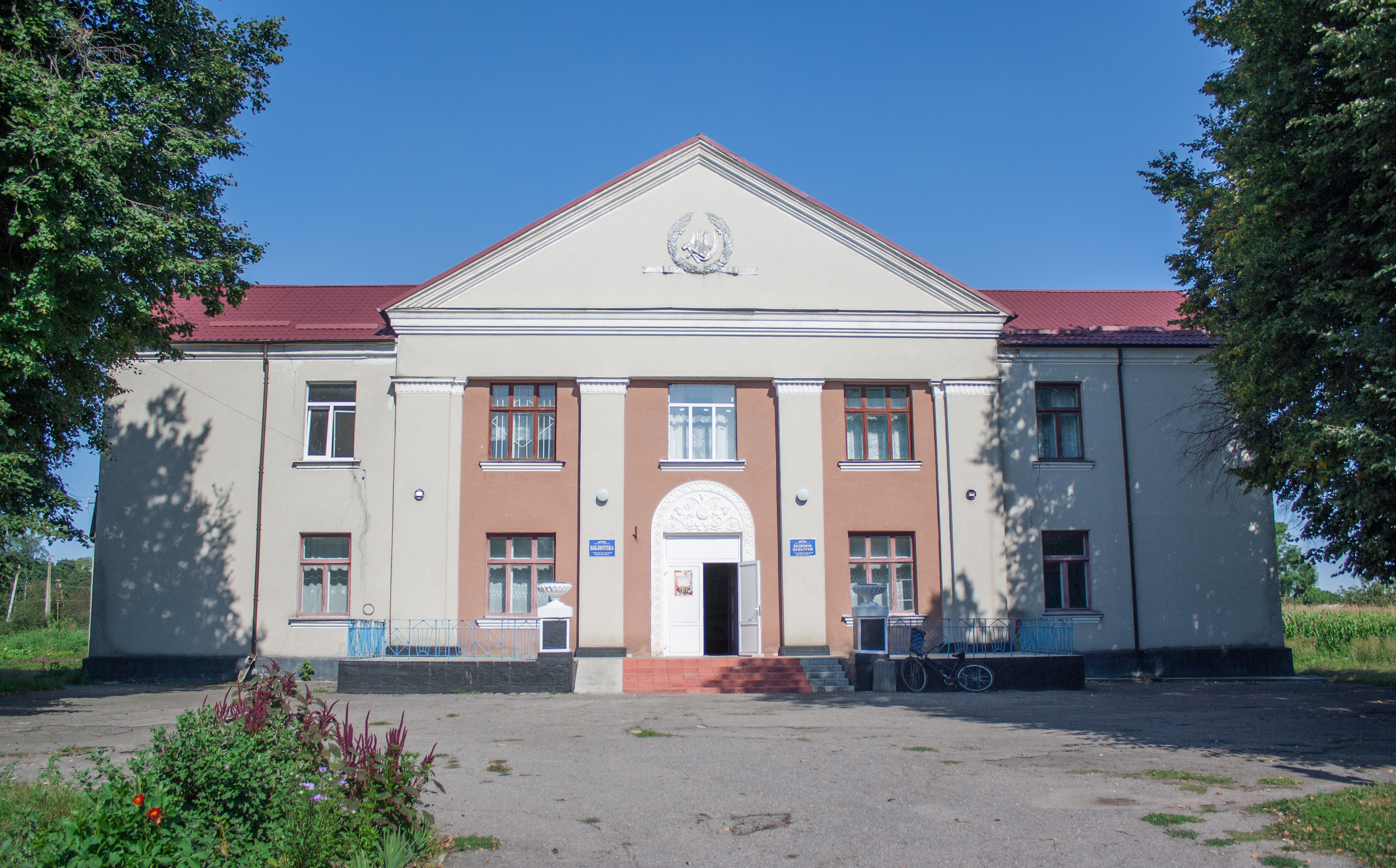
Будинок культури
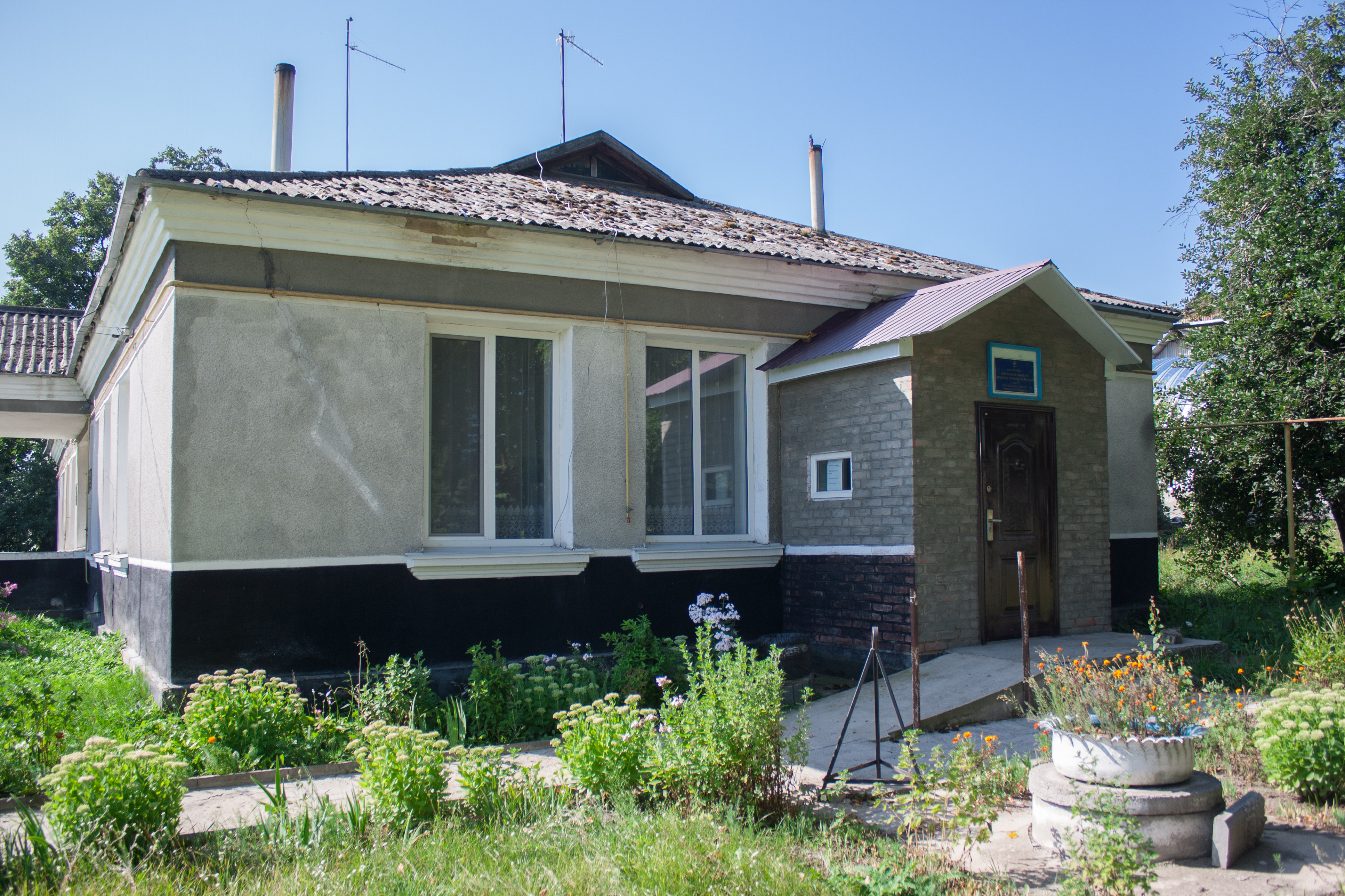
Амбулаторія
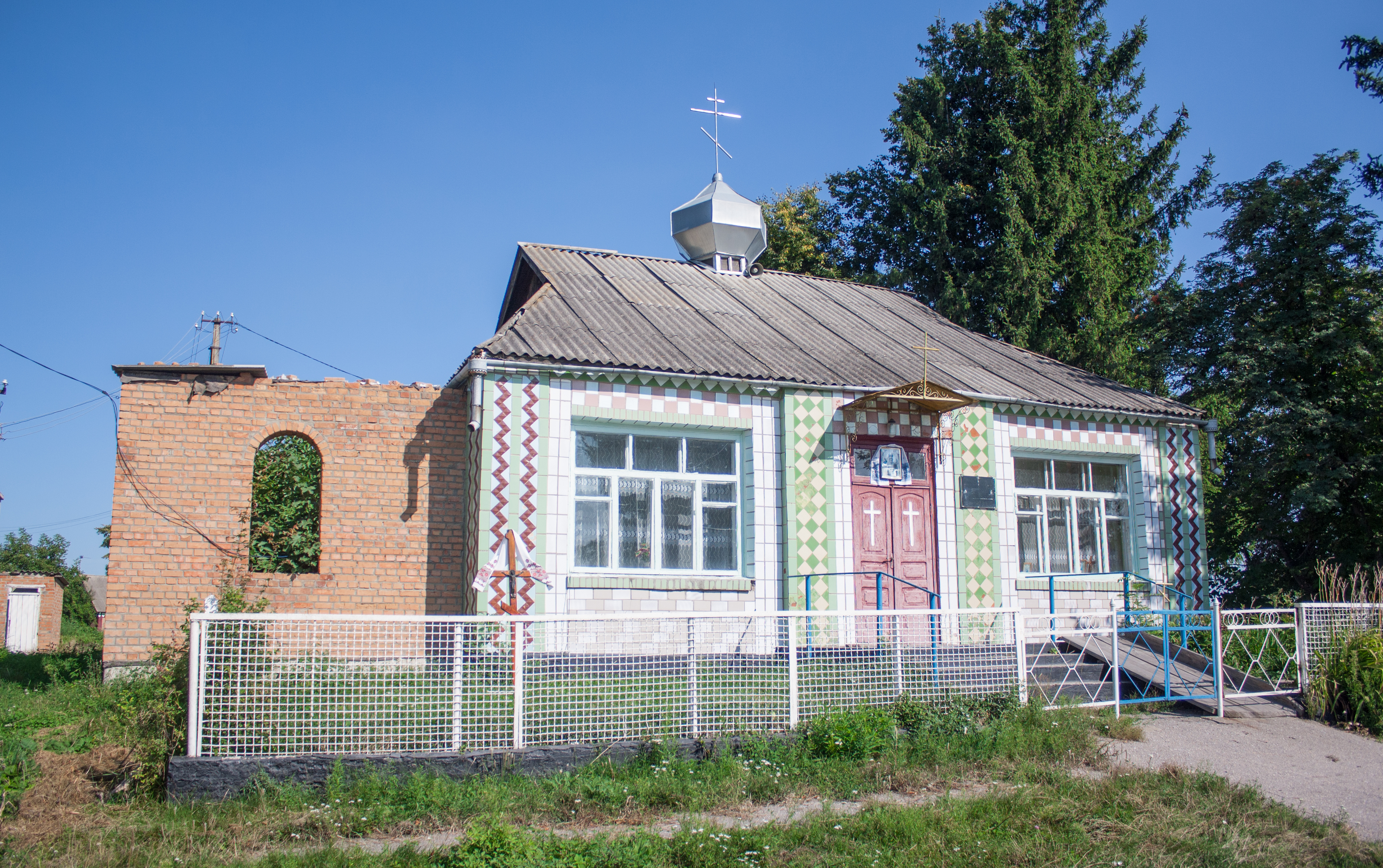
Церква
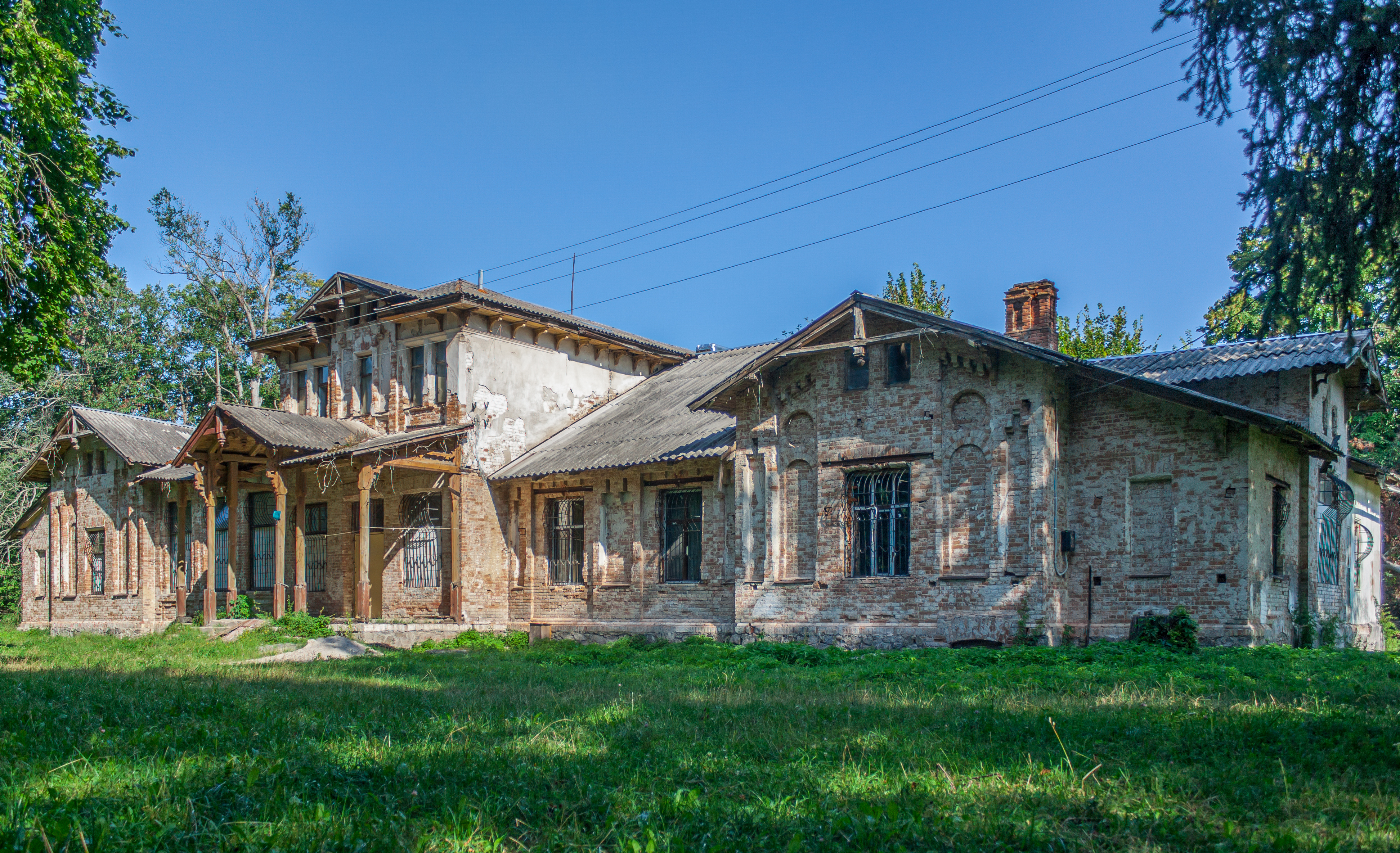
Будинок управителя (2-га пол. XIX ст.)
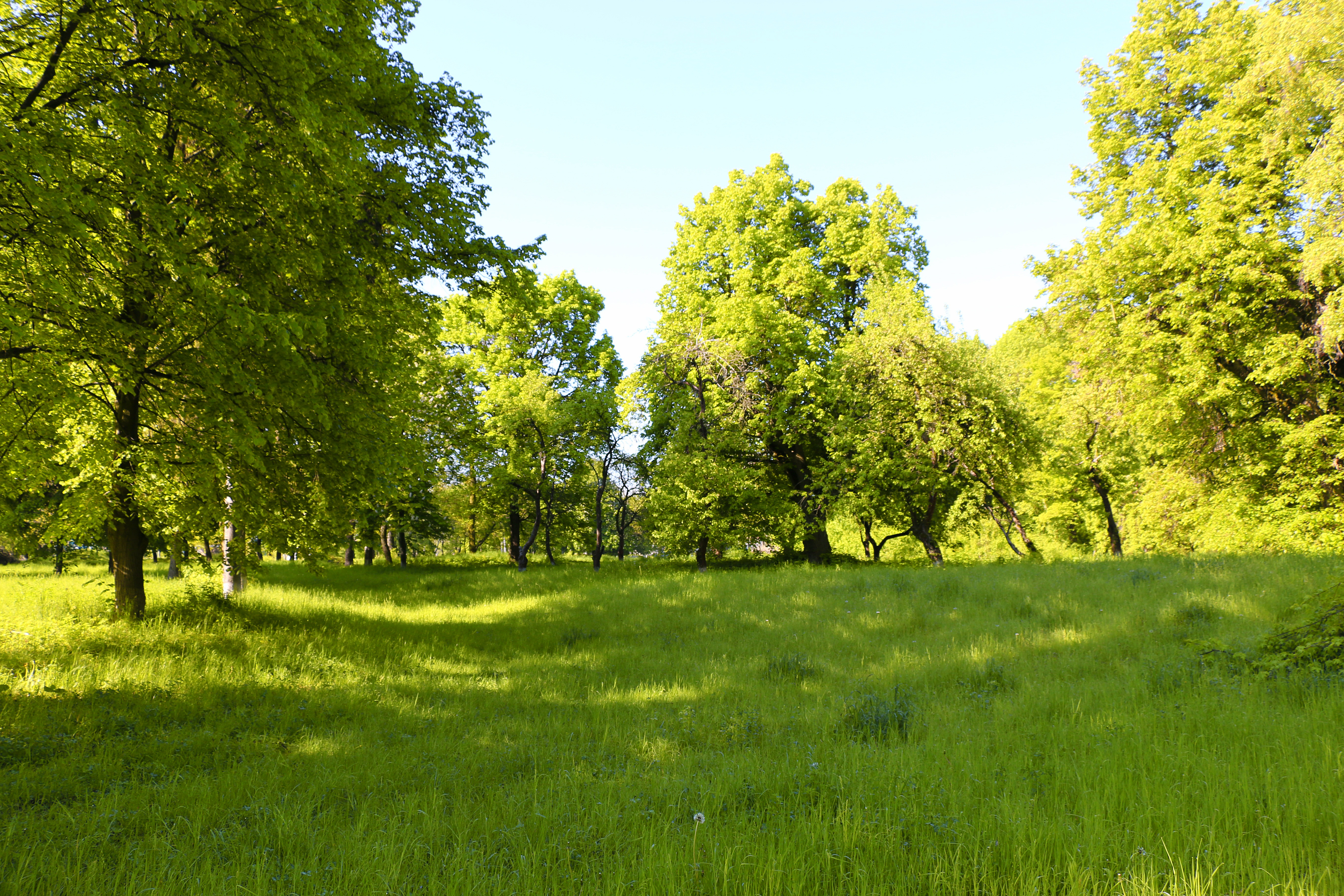
Парк
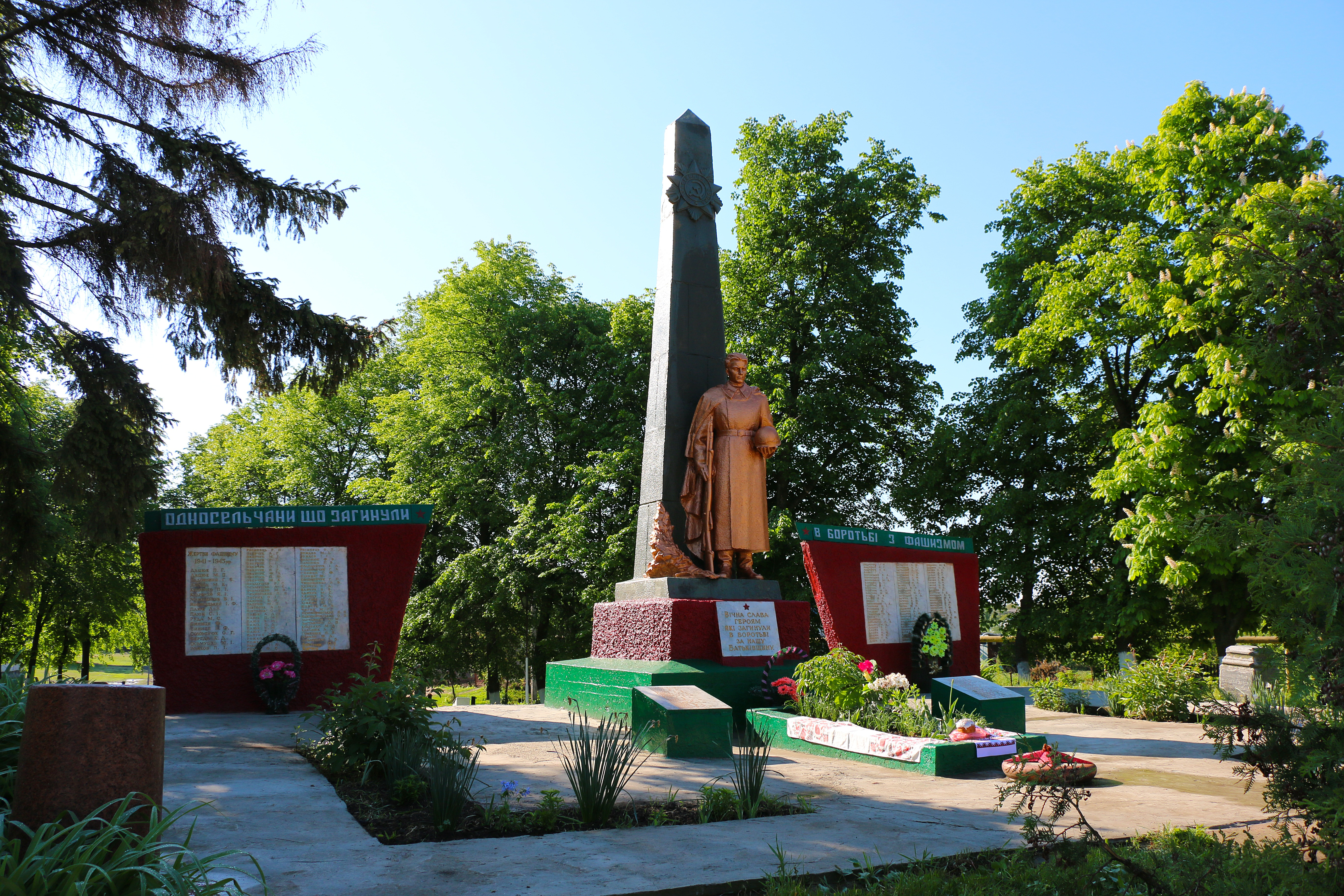
Пам’ятник воїнам–односельчанам